# Anelaphus colombianus
Anelaphus colombianus es una especie de escarabajo longicornio del género Anelaphus, categorizada en la tribu Elaphidiini, de la subfamilia Cerambycinae.
Fue descrita por Martins y Galileo en 2003. Aparece registrada y publicada en una sección de Duas novas espécies de Clavidesmus Dillon & Dillon, 1946 (Coleoptera, Cerambycidae, Lamiinae, Onciderini) de 1998.
Mide 11,3-16,2 mm de longitud. El período de vuelo para ejemplares adultos se presenta durante los meses de marzo, mayo, septiembre, noviembre y diciembre.

## Distribución
Se distribuye por América del Sur, en Brasil y Colombia.